# Isla del drama
Total Drama Island (abreviada como TDI), (Isla del drama (IDD) en Hispanoamérica),es la primera temporada de Total Drama, una serie de televisión de comedia animada canadiense creada por Tom McGillis y Jennifer Pertsch. La serie se estrenó en Canadá en Teletoon el 8 de julio de 2007 y tuvo 26 episodios, cada uno de 22 minutos de duración con un final de temporada especial de 44 minutos.

## Argumento
Total Drama Island está ambientada en el reality show ficticio titular, que sigue la competencia de 22 adolescentes desprevenidos e involuntarios en Campamento Wawanakwa, la isla más deteriorada, infestada de insectos y repugnante en un área no especificada en Muskoka, Ontario. Los campistas participan en competencias y desafíos que se vuelven más locos y peligrosos cada semana para evitar ser expulsados de la isla por sus compañeros de campamento y compañeros de equipo. Al final de la serie, el concursante ganador recibirá C$ 100.000 (US$73.129,00). La competencia está organizada por Chris McLean, asistido por el chef del campamento, Chef Hatchet, quien también es el mejor amigo de Chris a pesar de haber sido maltratado en ocasiones. Egoísta e inmoral, a menos que algo le afecte legalmente, Chris coloca a los concursantes del programa en varios desafíos que ponen en peligro sus vidas.
Al comienzo de la temporada, los campistas se colocan en dos grupos de once, los "Topos Gritones" y los "Bagres Asesinos", en cada episodio, los equipos participan en un desafío en el que uno o más campistas pueden conseguir la invencibilidad para su equipo. El equipo perdedor es llamado a la fogata esa noche, donde votan a uno de sus miembros para que salga de la isla. El campista con más votos queda eliminado de la competición. En esta fogata, Chris reparte malvaviscos a los campistas que no han sido expulsados, mientras que el que no recibe un malvavisco debe caminar por el Muelle de la Vergüenza hasta el Barco de los Perdedores, que los sacará de la isla y "nunca, nunca, nunca, jamás, jamás, jamás, volverá, jamás", según Chris (esto se demostró que era mentira en el episodio 15, "Sin dolor, sin juego".
En el episodio 14, los equipos se disuelven, por lo que cada campista sálvese quien pueda, después de lo cual los desafíos continúan; el ganador de cada desafío solo recibe la invencibilidad para sí mismo, después de lo cual el resto de los campistas votan a un campista sin invencibilidad fuera de la isla. Este proceso de eliminación continúa hasta que quedan dos jugadores. Luego están sujetos a un concurso final. Total Drama Island es una parodia del reality show Survivor. McLean es muy similar al presentador de Survivor, Jeff Probst. Esta es la primera temporada en la que el ganador no se queda con el dinero, debido a que fue devorado por un tiburón en el episodio "Isla del Drama Drama Drama Drama".

## Fecha de emisión
Isla Del Drama es una serie animada de televisión canadiense, que se estrenó el 8 de julio de 2007 en el canal Teletoon. Esta temporada cuenta con 26 episodios, cada uno de 22 minutos de duración, y dos episodios especiales. Esta fue la tercera historieta demuestra la red fuera del Adult Swim y Toonami para tener los ratings de EE.UU de cualquiera de "TV-PG" o "TV-PG-D", y una advertencia de los padres de orientación después de cada pausa comercial y al principio de la serie (los dos primeros son Domingo Pantalones y IGPX y su calificación en Canadá para la mayoría de los episodios es "G", o bien "PG").
| Temporada | Episodios | País                                     | Canal           | Primera Fecha           | Última Fecha            |
| --------- | --------- | ---------------------------------------- | --------------- | ----------------------- | ----------------------- |
| 1         | 28        | Canadá                                   | Teletoon        | 8 de julio de 2007      | 4 de enero de 2008      |
| 1         | 28        | Estados Unidos                           | Cartoon Network | 5 de junio de 2008      | 18 de diciembre de 2008 |
| 1         | 28        | Polonia, Hungría, Rumania y Escandinavia | Cartoon Network | 4 de septiembre de 2008 | 3 de septiembre de 2009 |
| 1         | 28        | Latinoamérica                            | Cartoon Network | 5 de marzo de 2009      | 1 de enero de 2010      |
| 1         | 28        | España                                   | Disney XD       | 15 de octubre de 2011   | 18 de marzo de 2012     |
| 1         | 28        | Perú, Colombia y Venezuela               | Claro Video     | 2 de junio de 2015      | Tba                     |

## Actores de voz
| Personajes         | Actor de voz original (Canadá) | Actor de doblaje (Hispanoamérica) | Actor de doblaje (Castellano) | Actor de doblaje (Catalán) |
| ------------------ | ------------------------------ | --------------------------------- | ----------------------------- | -------------------------- |
| Chris McLean       | Christian Potenza              | Jhonny Torres                     | Xavier Fernández              | Santi Lorenz               |
| Chef Hatchet       | Clé Bennett                    | Carlos Vitale                     | Eduard Itchart                | Francesc Belda             |
| DJ                 | Clé Bennett                    | Jesús Núñez                       | Juan Antonio Soler            | Roger Isasi-Isasmendi      |
| Beth               | Sarah Gadon                    | Mariana Gamboa                    | Adelaida Lopez                | Elisabet Bargalló          |
| Bridgette          | Kristin Fairlie                | Lidya Abboud                      | Graciela Molina               | Iris Lago                  |
| Cody               | Peter Oldring                  | Paolo Campos                      | Manuel Osto                   | Álex de Porrata            |
| Tyler              | Peter Oldring                  | Víctor Díaz                       | Aleix Estadella               | ?                          |
| Ezekiel / Ezequiel | Peter Oldring                  | Jorge Marín                       | Ángel de Gracia               | ?                          |
| Courtney           | Emilie-Claire Barlow           | Yasmil López                      | Geni Rey                      | Marta Barbará              |
| Duncan             | Drew Nelson                    | Joel González                     | José Posada                   | ?                          |
| Eva                | Julia Chantrey                 | Elena Díaz Toledo                 | Pilar Gefaell                 | Gloria González            |
| Geoff              | Dan Petronijevic               | Juan Guzmán                       | Rafael Parra                  | Pau López                  |
| Gwen               | Megan Fahlenbock               | María José Estévez                | Cristina Mauri                | Carmen Ambrós              |
| Harold             | Brian Froud                    | Rolman Bastidas                   | Jonatán López                 | Carlos Lladó               |
| Heather            | Rachel Wilson                  | Melanie Henríquez                 | Esther Solans                 | Elizabeth Bargalló         |
| Izzy               | Katie Crown                    | Yensi Rivero                      | Elisabet Bargalló             | ?                          |
| Justin             | Adam Reid                      | José Granadillo                   | Carlos Di Blasi               | Hernan Fernández           |
| Katie              | Stephanie Anne Mills           | Rebeca Aponte                     | Cristina Yuste                | ?                          |
| Lindsay            | Stephanie Anne Mills           | Karina Parra                      | Elena Silva                   | Nuria Trifol               |
| Leshawna / Lisana  | Novie Edwards                  | Lileana Chacón                    | Margarita Ponce               | Gloria González            |
| Noah               | Carter Hayden                  | Eder La Barrera                   | Ángel de Gracia               | Álex de Porrata            |
| Owen               | Scott McCord                   | Gonzalo Fumero                    | Aleix Estadella               | Aleix Estadella            |
| Trent              | Scott McCord                   | Héctor Indriago                   | Pablo Gómez                   | ?                          |
| Sadie              | Lauren Lipson                  | Mariela Díaz                      | Geni Rey                      | ?                          |

Notas
Nota 1: Rocío Mallo dobló a Sadie en el episodio 22 debido a que Mariela Diaz se encontraba ocupada grabando otros proyectos.
Nota 2: Héctor Indriago dobló a Owen en una escena del episodio 5.

## Personajes

### Concursantes
| Personaje       | Personaje       | Equipo          | Equipo          | Equipo        | Resultado      | Episodios |
| --------------- | --------------- | --------------- | --------------- | ------------- | -------------- | --------- |
|                 | Gwen            | Topos gritones  | Topos gritones  | Fusión        | Ganadora       | 1-26      |
|                 | Owen            | Topos gritones  | Topos gritones  | Fusión        | Ganador        | 1-26      |
|                 | Heather         | Topos gritones  | Topos gritones  | Fusión        | 22.ª Eliminada | 1-25      |
|                 | Duncan          | Bagres asesinos | Bagres asesinos | Fusión        | 21.º Eliminado | 1-24      |
|                 | Leshawna        | Topos gritones  | Topos gritones  | Fusión        | 20.ª Eliminada | 1-22      |
|                 | Geoff           | Bagres asesinos | Bagres asesinos | Fusión        | 19.º Eliminado | 1-21      |
|                 | Izzy            |                 |                 | Fusión        | 18.ª Eliminada | 15-20     |
| Bagres asesinos | Izzy            | Topos gritones  |                 | 7.ª Eliminada | 1-8            |           |
|                 | DJ              | Bagres asesinos | Bagres asesinos | Fusión        | 17.º Eliminado | 1-19      |
|                 | Lindsay         | Topos gritones  | Topos gritones  | Fusión        | 16.ª Eliminada | 1-18      |
|                 | Bridgette       | Bagres asesinos | Bagres asesinos | Fusión        | 15.ª Eliminada | 1-17      |
|                 | Trent           | Topos gritones  | Topos gritones  | Fusión        | 14.º Eliminado | 1-16      |
|                 | Eva             |                 |                 | Fusión        | 13.ª Eliminada | 15        |
| Bagres asesinos | Bagres asesinos |                 | 2.ª Eliminada   | 1-3           |                |           |
|                 | Harold          | Bagres asesinos | Bagres asesinos |               | 12.º Eliminado | 1-13      |
|                 | Courtney        | Bagres asesinos | Bagres asesinos |               | 11.ª Eliminada | 1-12      |
|                 | Sadie           | Bagres asesinos | Bagres asesinos |               | 10.ª Eliminada | 1-11      |
|                 | Beth            | Topos gritones  | Topos gritones  |               | 9.ª Eliminada  | 1-10      |
|                 | Cody            | Topos gritones  | Topos gritones  |               | 8.º Eliminado  | 1-9       |
|                 | Tyler           | Bagres asesinos | Bagres asesinos |               | 6.º Eliminado  | 1-7       |
|                 | Katie           | Topos gritones  | Bagres asesinos |               | 5.ª Eliminada  | 1-6       |
|                 | Justin          | Topos gritones  | Topos gritones  |               | 4.º Eliminado  | 1-5       |
|                 | Noah            | Topos gritones  | Topos gritones  |               | 3.º Eliminado  | 1-4       |
|                 | Ezekiel         | Bagres asesinos | Bagres asesinos |               | 1.º Eliminado  | 1-2       |

Notas
- Nota 1: En el capítulo 2 Izzy y Katie cambian de equipos por pedido de Sadie y Katie que querían estar juntas.
- Nota 2: En el capítulo 15 los equipos se fusionan. Pero ya desde el capítulo 14 que no jugaban en equipos. Cabe destacar que en el capítulo 14 se dividieron mujeres y hombres. Pero no por ganar algo referido a la competencia. Por lo tanto no cuentan como equipos de competencia.

## Tabla de eliminación
| Concursante | Episodio |        |        |        |        |        |        |        |        |        |        |        |        |        |        |        |        |        |        |        |        |        |        |        |        |       |           |     |
| Concursante | 1        | 2      | 3      | 4      | 5      | 6      | 7      | 8      | 9      | 10     | 11     | 12     | 13     | 14     | 15     | 16     | 17     | 18     | 19     | 20     | 20     | 21     | 22     | 23     | 24     | 25    | 26        | 27  |
| ----------- | -------- | ------ | ------ | ------ | ------ | ------ | ------ | ------ | ------ | ------ | ------ | ------ | ------ | ------ | ------ | ------ | ------ | ------ | ------ | ------ | ------ | ------ | ------ | ------ | ------ | ----- | --------- | --- |
| Owen        | Dentro   | Gana   | Gana   | Dentro | Dentro | Gana   | Gana   | Dentro | Dentro | Dentro | Gana   | Gana   | Gana   | Gana   | Dentro | Dentro | Riesgo | Dentro | Dentro | Dentro | Dentro | Dentro | Dentro | Riesgo | Riesgo | Gana  | Finalista | Yes |
| Gwen        | Dentro   | Gana   | Gana   | Dentro | Dentro | Gana   | Gana   | Dentro | Dentro | Dentro | Gana   | Gana   | Gana   | Dentro | Dentro | Dentro | Dentro | Dentro | Gana   | Gana   | Riesgo | Riesgo | Dentro | Dentro | Gana   | Gana  | Finalista | Yes |
| Heather     | Dentro   | Gana   | Gana   | Dentro | Riesgo | Gana   | Gana   | Dentro | Riesgo | Riesgo | Gana   | Gana   | Gana   | Dentro | Riesgo | Gana   | Gana   | Gana   | Dentro | Dentro | Dentro | Dentro | Dentro | Dentro | Gana   | Fuera |           | Yes |
| Duncan      | Dentro   | Dentro | Dentro | Gana   | Gana   | Dentro | Dentro | Gana   | Gana   | Gana   | Dentro | Dentro | Riesgo | Gana   | Dentro | Dentro | Riesgo | Dentro | Dentro | Dentro | Dentro | Dentro | Dentro | Dentro | Fuera  |       |           | Yes |
| Leshawna    | Dentro   | Gana   | Gana   | Dentro | Dentro | Gana   | Gana   | Dentro | Dentro | Dentro | Gana   | Gana   | Gana   | Dentro | Gana   | Dentro | Gana   | Dentro | Dentro | Dentro | Dentro | Dentro | Fuera  |        |        |       |           | Yes |
| Geoff       | Dentro   | Dentro | Dentro | Gana   | Gana   | Dentro | Dentro | Gana   | Gana   | Gana   | Dentro | Dentro | Dentro | Gana   | Dentro | Dentro | Dentro | Dentro | Dentro | Dentro | Dentro | Fuera  |        |        |        |       |           | Yes |
| Izzy        | Dentro   | Gana   | Gana   | Dentro | Dentro | Gana   | Gana   | Quit   |        |        |        |        |        |        | Dentro | Dentro | Dentro | Dentro | Dentro | Fuera  | Fuera  |        |        |        |        |       |           | Yes |
| DJ          | Dentro   | Dentro | Dentro | Gana   | Gana   | Dentro | Dentro | Gana   | Gana   | Gana   | Dentro | Dentro | Dentro | Gana   | Dentro | Dentro | Dentro | Dentro | Fuera  |        |        |        |        |        |        |       |           | Yes |
| Lindsay     | Dentro   | Gana   | Gana   | Riesgo | Dentro | Gana   | Gana   | Riesgo | Dentro | Dentro | Gana   | Gana   | Gana   | Dentro | Dentro | Dentro | Dentro | Fuera  |        |        |        |        |        |        |        |       |           | Yes |
| Bridgette   | Dentro   | Dentro | Dentro | Gana   | Gana   | Dentro | Riesgo | Gana   | Gana   | Gana   | Dentro | Dentro | Dentro | Dentro | Dentro | Dentro | Fuera  |        |        |        |        |        |        |        |        |       |           | Yes |
| Trent       | Dentro   | Gana   | Gana   | Dentro | Dentro | Gana   | Gana   | Dentro | Dentro | Dentro | Gana   | Gana   | Gana   | Gana   | Dentro | Fuera  |        |        |        |        |        |        |        |        |        |       |           | Yes |
| Eva         | Dentro   | Dentro | Fuera  |        |        |        |        |        |        |        |        |        |        |        | Fuera  |        |        |        |        |        |        |        |        |        |        |       |           | No  |
| Harold      | Dentro   | Dentro | Riesgo | Gana   | Gana   | Dentro | Dentro | Gana   | Gana   | Gana   | Riesgo | Riesgo | Fuera  |        |        |        |        |        |        |        |        |        |        |        |        |       |           | Yes |
| Courtney    | Dentro   | Riesgo | Dentro | Gana   | Gana   | Dentro | Riesgo | Gana   | Gana   | Gana   | Dentro | Fuera  |        |        |        |        |        |        |        |        |        |        |        |        |        |       |           | No  |
| Sadie       | Dentro   | Dentro | Dentro | Gana   | Gana   | Riesgo | Dentro | Gana   | Gana   | Gana   | Fuera  |        |        |        |        |        |        |        |        |        |        |        |        |        |        |       |           | No  |
| Beth        | Dentro   | Gana   | Gana   | Dentro | Dentro | Gana   | Gana   | Dentro | Dentro | Fuera  |        |        |        |        |        |        |        |        |        |        |        |        |        |        |        |       |           | Yes |
| Cody        | Dentro   | Gana   | Gana   | Dentro | Dentro | Gana   | Gana   | Dentro | Fuera  |        |        |        |        |        |        |        |        |        |        |        |        |        |        |        |        |       |           | No  |
| Tyler       | Dentro   | Dentro | Dentro | Gana   | Gana   | Dentro | Fuera  |        |        |        |        |        |        |        |        |        |        |        |        |        |        |        |        |        |        |       |           | No  |
| Katie       | Dentro   | Dentro | Dentro | Gana   | Gana   | Fuera  |        |        |        |        |        |        |        |        |        |        |        |        |        |        |        |        |        |        |        |       |           | No  |
| Justin      | Dentro   | Gana   | Gana   | Dentro | Fuera  |        |        |        |        |        |        |        |        |        |        |        |        |        |        |        |        |        |        |        |        |       |           | Yes |
| Noah        | Dentro   | Gana   | Gana   | Fuera  |        |        |        |        |        |        |        |        |        |        |        |        |        |        |        |        |        |        |        |        |        |       |           | No  |
| Ezekiel     | Dentro   | Fuera  |        |        |        |        |        |        |        |        |        |        |        |        |        |        |        |        |        |        |        |        |        |        |        |       |           | No  |

## Producción
Isla Del Drama fue desarrollado y producido por Fresh TV. La serie fue animada por Animación Elliott. La serie fue dirigida por Todd Kauffman y Mark Thornton. Se dirige principalmente a las doce y los dieciocho años de edad, y los creadores, Tom McGillis y Jennifer Pertsch, estudiaron lo que les gustaba y disgustaba de los adolescentes de telerrealidad en el proceso de escritura,  McGillis dice que usaron un "proyecto de investigación en todo el país en línea" para determinar gustos de este grupo demográfico,  Fresh TV Inc. socios McGillis, Pertsch, Elliott y Irving producido la serie. El presupuesto para la serie era $8000000. Fue animada en flash, en el Estudio de Animación Elliott en Toronto. Cada elenco y la tripulación en Isla Del Drama tuvo que firmar un Acuerdo de confidencialidad no revelar quién fue el ganador. Todos los personajes fueron diseñados por Kauffman, un nombre de principios para la serie fue Camp TV. Agentes de la voz de la serie de FreshTV Locos Dieciséis han prestado sus voces para Isla Del Drama: Christian Potenza, quien interpretó el personaje de Jude Locos Dieciséis, jugó el papel de anfitrión Chris McLean. Potenza dijo que la mejor parte de su trabajo fue que su personaje no podría ser votado del programa. Emilie-Claire Barlow juega un papel recurrente como Chrissy en Locos Dieciséis y juega Courtney en Isla del Drama. Barlow dijo que Courtney era su personaje favorito que nunca había jugado. Otros actores de voz de Locos Dieciséis incluyen a Julia Chantrey como Eva; dibujó Nelson (Kai) como Duncan, Megan Fahlenbock (Jen) como Gwen, Adam Reid (Wayne) como Justin; Stephanie Anne Mills (Kirsten) como Lindsay y Katie y Rachel Wilson (Melinda Wilson) como Heather.

## Recepción
Isla Del Drama recibió críticas en su mayoría positivas. Carole Bonneau, la vicepresidenta de programación de Teletoon Canadá afirmó que Isla Del Drama, junto con FreshTV de Locos Dieciséis eran "consistentemente mejor desempeño" para un público de edades 6-11, y también contribuyó a que en los mayores espectadores, así, cuando Isla Del Drama salió al aire en Cartoon Network América, que realiza muy bien,The Toronto Star informó que, "en algunos grupos de edades [mostraron Isla Del Drama] un aumento del 500 por ciento de riesgo crediticio en [su] espacio de tiempo". el 11 de diciembre de 2008, Isla Del Drama obtuvo 3.5 millones de espectadores. Ese año, fue el "programa de la noche la serie superior regular Jueves a las 9 pm en toda la televisión durante todo el tercer trimestre entre los varones 2-11, 6-11 y 9-14, "de acuerdo" con la Cadena Mundial de Animación. El fin de semana del Día de 2009, un maratón de Total Drama Island mayor audiencia en los grupos de edad 2-11, 6-11 y 9-14, cada una en un 20% o más en comparación con la misma semana de 2008. Common Sense Media dieron el espectáculo 4 de 5 estrellas, que calificó de a "[c] Palanca de demostración de la historieta parodia la realidad". La serie fue nominada a un premio Gemimi por "Mejor Programa o Serie Animada", compartida por Tom McGillis, Jennifer Pertsch, George Elliott y Brian Irving. A partir de 2011, Isla Del Drama se ha emitido en más de 188 países.
Debi Enker de La Era dio una crítica negativa del último episodio de la temporada, llamando al arte y el diseño y la escritura.

## Medios

### Lanzamientos de DVD
Un DVD fue lanzado por Cartoon Network el 18 de agosto de 2009 en los Estados Unidos. Contiene los 27 episodios (incluyendo TDI Rundown) de la primera temporada de esta serie en un conjunto de discos de 4, para un total de 594 minutos de duración. Además, por sus características de bonificación (titulado como X-Tras) son los videos de las audiciones de veintidós campistas, así como los segundos de cinta de la audición de Izzy y su entrevista exclusiva con Chris. En Australia, la Isla del Drama es el DVD Región 4 como volúmenes independientes. Esta serie de discos contiene la versión con pantalla grande sin cortar con las escenas y el diálogo original, como se ve en Teletoon y ABC3. Al revisar el DVD de la temporada, Matthew Price de The Oklahoman escribió que mientras que el espectáculo empezó "increíblemente lento", la serie se hizo más interesante como campistas comenzaron siendo expulsada. El precio también elogió la parodia de los programas de telerrealidad. En otra revisión del DVD, Jeffrey Kauffman de DVD Talk escribió que el desarrollo de los personajes era convincente y que la parodia de los reality shows son muy divertidos. Mac McEntire del DVD Verdict elogió el desarrollo de los personajes también, pero señaló que el programa a veces se hunde a "lowbrow gross-outs".  Tanto Kauffman y McEntire recomienda la serie de DVD.

### Isla Del Drama Interactivo
Es un juego en línea comercializado en conjunción con la serie de televisión. Fue producido por Xenophile Media. Al registrar una cuenta gratuita, el jugador podría jugar con un avatar personalizable para ganar puntos para los malvaviscos. Los Malvaviscos se utilizan como dinero en el juego para que el jugador puede comprar objetos del juego. El jugador que ganó la mayor cantidad de puntos tenía su avatar hace un cameo en el final de temporada. Los juegos se basan en los desafíos de la serie. Isla del Drama Interactive fue nominado para un Premio Emmy en 2007 Interactivo. Sin embargo, el sitio web es actualmente ya no está disponible, y ha sido reemplazado por del Drama en línea.